# Gymnosagena nyikaensis
Gymnosagena nyikaensis är en tvåvingeart som beskrevs av Amnon Freidberg och Merz 2006. Gymnosagena nyikaensis ingår i släktet Gymnosagena och familjen borrflugor.
Artens utbredningsområde är Malawi. Inga underarter finns listade i Catalogue of Life.